# ...To Be Continued
...To Be Continued è il quarto album del musicista soul statunitense Isaac Hayes, pubblicato nel 1970 da Enterprise Records. Terzo lavoro consecutivo di Hayes a raggiungere il primo posto tra gli album R&B, restandoci per 11 settimane non consecutive tra il 1970 e il 1971.
| Recensione       | Giudizio |
| ---------------- | -------- |
| AllMusic         | [ 1 ]    |
| Robert Christgau | C        |

## Tracce
Lato A
1. Ike's Rap I – 3:59 (testo: Isaac Hayes)
2. Our Day Will Come – 5:27 (testo: Bob Hilliard, Mort Garson)
3. The Look of Love – 11:13 (testo: Burt Bacharach, Hal David)

Lato B
1. Medley: Ike's Mood I/You've Lost That Lovin' Feelin' – 15:33 (testo: Hayes/Phil Spector, Barry Mann, Cynthia Weil)
2. Runnin' Out of Fools – 5:52 (testo: Kay Rogers, Richard Ahlert)

## Classifiche settimanali
| Classifica (1970) | Posizione massima |
| ----------------- | ----------------- |
| Stati Uniti       | 8                 |
| US R&B Albums     | 1                 |